# یلوه نواری
یلوه نواری (نام علمی: Gallirallus torquatus) نام یک گونه از سرده یلوه‌های استرالیا-آرام است.